# Christoph Kramer
Christoph Kramer (Solingen, 1991. február 19. –) német válogatott labdarúgó.

## Pályafutása

### Bayer Leverkusen
A BV Gräfrath együttesénél kezdte fiatalkori pályafutását, majd 1999-ben a Bayer 04 Leverkusen akadémiájához csatlakozott. 2006-ban elhagyta az akadémiát és a Fortuna Düsseldorf akadémiájára ment két évre, majd visszatért a Leverkusenhez. 2008-ban aláírta élete első profi szerződését a klubbal. 2010-ben a Leverkusen második csapatában mutatkozott be a Sportfreunde Lotte ellen a 89. percben váltotta Björn Kluftöt. A 2011-12-es szezont kölcsönben a Bundesliga 2-ben töltötte a VfL Bochum klubjánál, majd a 2012-13-as szezont is.

### VfL Bochum - Kölcsönben
2011. július 18-án debütált a Fortuna Düsseldorf ellen 2-0-ra elvesztett bajnoki mérkőzésen, ahol Andreas Johansson cseréjeként lépett pályára. 2012. február 25-én az SpVgg Greuther Fürth elleni 6-2-re elvesztett mérkőzésen szerezte meg első gólját a klubban. Két szezon alatt 61 bajnoki mérkőzésen szerzett 4 gólt.

### Borussia Mönchengladbach - Kölcsönben
A 2013-14-es szezon előtt meghosszabbította a Bayer Leverkuseni szerződését 2017-ig. Miután lejárt a VfL Bochumi kölcsön szerződése rögtön kölcsönbe a került két évre a Borussia Mönchengladbach együtteséhez. A Bundesligában 2013. augusztus 9-én debütált a címvédő Bayern München ellen 3-1-re elvesztett mérkőzésen. Következő fordulóban a Hannover 96 ellen megszerezte első gólját a 3-0-ra megnyert mérkőzésen. 2014. május 3-án a FSV Mainz 05 ellen szerzett góljával bebiztosították az Európa-liga indulást a következő szezonra. Az utolsó fordulóban a VfL Wolfsburg ellen megszerezte a szezonbeli 3 bajnoki találatát, ami azt jelentette, hogy a Wolfsburg mögött a 6. helyen zárták a szezont.
2024 augusztusában felbontották a szerzőzédést.

## Válogatott
2014 májusában a Német labdarúgó-válogatott szövetségi kapitánya Joachim Löw nevezte a 2014-es labdarúgó-világbajnokságra készülő 30 fős keretébe. 2014. május 13-án debütált Hamburgban megrendezett felkészülési mérkőzésen a Lengyel labdarúgó-válogatott ellen a Német labdarúgó-válogatottban. A mérkőzésen nem esett gól, így 0-0-s döntetlent értek el. Június 2-án Joachim Löw kihirdette a világbajnokságra utazó 23 fős keretet, amiben Kramer szerepelt, így utazhatott a válogatottal Brazíliába.
Június 30-án debütált a világbajnokságon az Algériai labdarúgó-válogatott elleni nyolcaddöntőben megrendezett mérkőzésen a 109. percben váltotta Bastian Schweinsteigert. Az Argentin labdarúgó-válogatott elleni döntő mérkőzés előtt a bemelegítésen kiderült, hogy Sami Khedira nem tudja vállalni a játékot, így Kramer lépett kezdőként pályára a döntőben. A mérkőzés 17. percében Ezequiel Garay-el erősen ütközött, ami után ápolta őt a szakmai stáb, de nem véltek felfedezni olyan dolgot, ami miatt ne térhetett volna vissza a pályára. Azonban a csapattársai észrevették, hogy zavartan kezdett el viselkedni a pályán. Többek között a mérkőzés játékvezetőjétől(Nikola Rizzoli) megkérdezte, hogy ez a meccs a torna döntője e, illetve Thomas Müller csapattársát "Gerd"-nek hívta, korábbi Gerd Müller német labdarúgó nevére utalva. Ezek után csapattársai jelezték a szövetségi kapitánynak, hogy valami nincs rendben vele, így Joachim Löw 31. percben le is cserélte őt és André Schürrle érkezett a pályára. 2014. július 13-án a német válogatott tagjaként világbajnoki aranyérmet szerzett.

## Statisztika
| Klub teljesítmény | Klub teljesítmény        | Klub teljesítmény | Bajnokság | Bajnokság | Kupa      | Kupa      | Összesen | Összesen |
| Szezon            | Klub                     | Bajnokság         | Mérk.     | Gólok     | Mérk.     | Gólok     | Mérk.    | Gólok    |
| Németország       | Németország              | Németország       | Bajnokság | Bajnokság | DFB-Pokal | DFB-Pokal | Összesen | Összesen |
| ----------------- | ------------------------ | ----------------- | --------- | --------- | --------- | --------- | -------- | -------- |
| 2009–10           | Bayer Leverkusen II      | Regionalliga West | 1         | 0         | —         | —         | 1        | 0        |
| 2010–11           | Bayer Leverkusen II      | Regionalliga West | 26        | 0         | —         | —         | 26       | 0        |
| 2011–12           | VfL Bochum               | Bundesliga 2      | 32        | 1         | 3         | 0         | 35       | 1        |
| 2012–13           | VfL Bochum               | Bundesliga 2      | 29        | 3         | 3         | 0         | 32       | 3        |
| 2012–13           | VfL Bochum II            | Regionalliga West | 1         | 0         | —         | —         | 1        | 0        |
| 2013–14           | Borussia Mönchengladbach | Bundesliga        | 33        | 3         | 1         | 0         | 34       | 3        |
| Összesen          | Németország              | Németország       | 122       | 7         | 7         | 0         | 129      | 7        |
| Teljes karrier    | Teljes karrier           | Teljes karrier    | 122       | 7         | 7         | 0         | 129      | 7        |

## Sikerei, díjai

### Válogatott
- Németország
  - Labdarúgó-világbajnokság:
    - Aranyérmes: 2014